# Angylocalyx
- Commons
- Wikispecies

Angylocalyx Taub. é um género botânico pertencente à família Fabaceae.

## Espécies
| - Angylocalyx boutiqueanus - Angylocalyx braunii - Angylocalyx claessensi - Angylocalyx gossweileri - Angylocalyx oligophyllus - Angylocalyx pynaertii - Angylocalyx ramiflorus | - Angylocalyx schumannianus - Angylocalyx talbotii - Angylocalyx talhotii - Angylocalyx trifoliolatus - Angylocalyx vermeuleni - Angylocalyx wellensi - Angylocalyx zenkeri |